# واینا ژوکونته
واینا ژوکونته ((به فرانسوی: Vahina Giocante)؛ زادهٔ ۳۰ ژوئن ۱۹۸۱) یک هنرپیشه اهل فرانسه است.

## فیلم‌شناسی
- بلامی
- نخستین حلقه
- ۹۹ فرانک
- لیبرتین
- بلوبری
- لیلا می‌گوید